# 奥克特维尔拉沃内勒
奥克特维尔-拉沃内勒（法語：Octeville-l'Avenel，法語發音：[ɔktəvil lavnɛl]）是法国芒什省的一个市镇，属于瑟堡区。

## 地理
奥克特维尔-拉沃内勒（49°32'37"N, 1°21'15"W）面积6.86 平方千米，位于法国诺曼底大区芒什省，该省份为法国西北部沿海省份，西、北、东北三面环大西洋，东起顺时针与卡爾瓦多斯省、奧恩省、马耶讷省和伊勒-维莱讷省接壤。
与奥克特维尔-拉沃内勒接壤的市镇（或旧市镇、城区）包括：维德科维尔、奥默维尔莱斯特尔、克拉维尔、莱斯特尔、蒙泰居拉布里塞特、圣日耳曼-德图尔讷比、圣马丹多杜维尔。
奥克特维尔-拉沃内勒的时区为UTC+01:00、UTC+02:00（夏令时）。

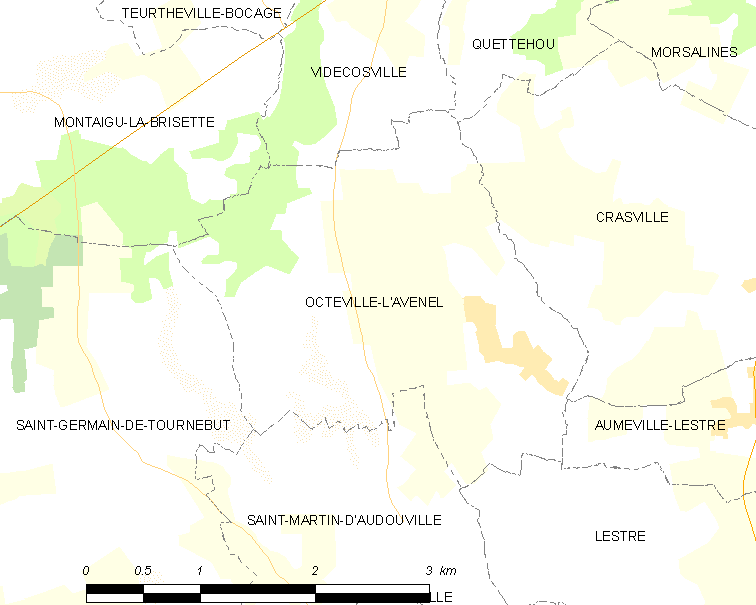
奥克特维尔-拉沃内勒的OSM定位图

## 行政
奥克特维尔-拉沃内勒的邮政编码为50630，INSEE市镇编码为50384。

## 政治
奥克特维尔-拉沃内勒所属的省级选区为赛尔河谷县。

## 人口

1962-2008年间奥克特维尔-拉沃内勒人口变化图示

奥克特维尔-拉沃内勒于2022年1月1日时的人口数量为233人。